# 979-й истребительный авиационный полк
979-й истребительный авиационный Волковысский Краснознамённый ордена Суворова полк (979-й иап) — воинская часть Военно-Воздушных сил (ВВС) Вооружённых Сил РККА, принимавшая участие в боевых действиях Великой Отечественной войны.

## Наименования полка
- 926-й «А» истребительный авиационный полк
- 979-й истребительный авиационный полк;
- 979-й истребительный авиационный Краснознамённый полк;
- 979-й истребительный авиационный Волковысский Краснознамённый полк;
- 979-й истребительный авиационный Волковысский Краснознамённый ордена Суворова полк;
- Полевая почта 40476.

## Создание полка

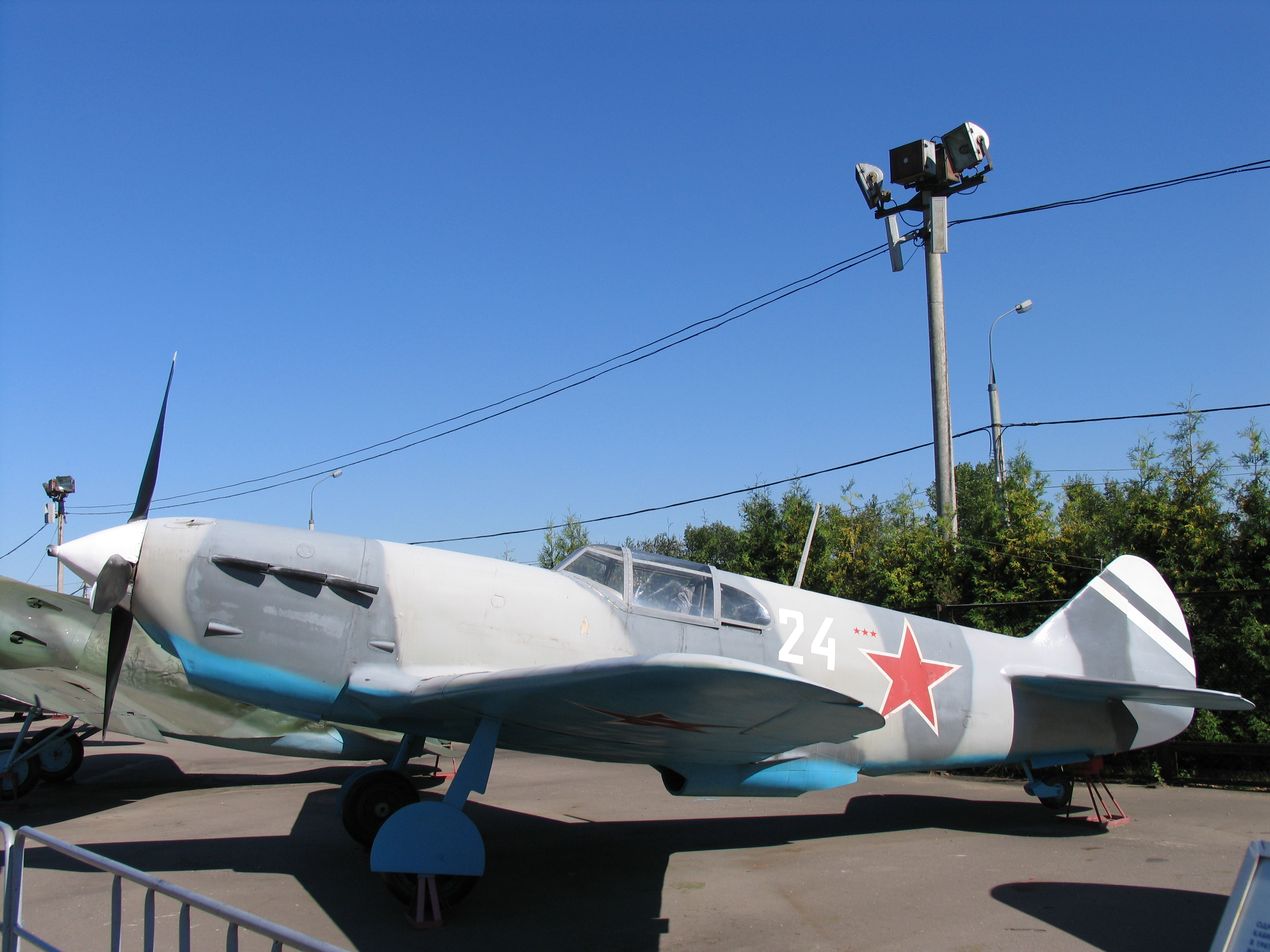
ЛаГГ-3

979-й истребительный авиационный полк переименован 21 августа 1942 года из 926-го «А» истребительного авиационного полка

## Расформирование полка
979-й истребительный авиационный Волковысский Краснознамённый ордена Суворова полк 1 июля 1989 года был расформирован в составе 95-й истребительной авиационной дивизии 26-й воздушной армии Белорусского военного округа на аэродроме Щучин. Часть лётного состава вошла в состав 378-го отдельного штурмового авиационного полка.

## В действующей армии
В составе действующей армии:
- с 21 августа 1942 года по 9 мая 1945 года.

## Командиры полка
| Звание         | Имя                           | Период                  | Примечание |
| -------------- | ----------------------------- | ----------------------- | --- |
| капитан, майор | Романцов Георгий Иванович     | 21.08.1942 — 12.12.1943 | |
| майор          | Хвостов Андрей Олимпиевич     | 12.12.1943 — 13.04.1944 | 13 апреля 1944 погиб в боях за Судак, во время 353-го вылета, направив свой подбитый самолёт на вражескую колонну. |
| майор          | Шевцов Александр Яковлевич    | 13.04.1944 — 29.09.1945 | |
| майор          | Князев Василий Александрович  | 06.1946 — 03.1948       | |
| майор          | Акимов Николай Васильевич     | 03.1948 — 07.1948       | |
| майор          | Маснев Алексей Никонорович    | 07.1948 — 12.1948       | |
| подполковник   | Мамаев Анатолий Андреевич     | 12.1948 — 01.1953       | |
| майор          | Левитан Владимир Самуилович   | 1949                    | ВРИО |
| майор          | Ерохин Валентин Григорьевич   | 01.1953 — 06.1954       | |
| полковник      | Гуртовой Дмитрий Назарович    | 06.1954 — 12.1960       | |
| полковник      | Золотов Виктор Иванович       | 12.1960 — 1970          | |
| полковник      | Добронравов Борис             | 1970                    | |
| полковник      | Кровный Дмитрий               | 1974 - 12.1975          | |
| полковник      | Каширов Валерий Алексеевич    | 12.1975 - 04.1978       | |
| полковник      | Кочегаров Владимир Максимович | 04.1978 - 03.1979       | |
| полковник      | Жаворонков Валерий Иванович   | 03.1979 - 11.1982       | |
| полковник      | Глухов Владимир Анатольевич   | 11.1982 - 1985          | |
| полковник      | Танкушин Николай Иванович     | 1985 - 1989             | |

## В составе соединений и объединений
| Период        | Фронт (округ)                                         | армия                           | дивизия                                      | примечание                                        |
| ------------- | ----------------------------------------------------- | ------------------------------- | -------------------------------------------- | ------------------------------------------------- |
| 21.08.1942 г. | Закавказский фронт                                    | ВВС Закавказского фронта        |                                              | ЛаГГ-3                                            |
| 17.09.1942 г. | Закавказский фронт Северная группа войск              | 4-я воздушная армия             | 230-я штурмовая авиационная дивизия          | ЛаГГ-3                                            |
| 23.12.1942 г. | Закавказский фронт Северная группа войск              | 4-я воздушная армия             | 230-я штурмовая авиационная дивизия          | Переформирован за счёт личного состава 590-го иап |
| 27.01.1943 г. | Северо-Кавказский фронт                               | 4-я воздушная армия             | 230-я штурмовая авиационная дивизия          | в оперативном подчинении, ЛаГГ-3                  |
| 20.11.1943 г. | Северо-Кавказский фронт                               | Приморская армия                |                                              | в оперативном подчинении, ЛаГГ-3                  |
| 18.04.1944 г. | 4-й Украинский фронт                                  | 4-я воздушная армия             | 230-я штурмовая авиационная дивизия          | ЛаГГ-3                                            |
| 25.04.1944 г. | 4-й Украинский фронт                                  | 8-я воздушная армия             | 230-я штурмовая авиационная дивизия          | ЛаГГ-3                                            |
| 20.05.1944 г. | 4-й Украинский фронт                                  | 4-я воздушная армия             | 229-я истребительная авиационная дивизия     | ЛаГГ-3                                            |
| 22.05.1944 г. | 4-й Украинский фронт                                  | 4-я воздушная армия             | 229-я истребительная авиационная дивизия     | Сдал ЛаГГ-3 в авиацию Тихоокеанского флота        |
| 22.05.1944 г. | Московский военный округ                              | ВВС Московского военного округа | 2-й запасной истребительный авиационный полк | ст. Сейма, переучивание на Ла-5                   |
| 15.06.1944 г. | 2-й Белорусский фронт                                 | 4-я воздушная армия             | 229-я истребительная авиационная дивизия     | Ла-5                                              |
| 09.05.1945 г. | 2-й Белорусский фронт                                 | 4-я воздушная армия             | 229-я истребительная авиационная дивизия     | Ла-5                                              |
| 29.05.1945 г. | Северная группа войск                                 | 4-я воздушная армия             | 229-я истребительная авиационная дивизия     | Ла-5                                              |
| 20.02.1949 г. | Северная группа войск                                 | 37-я воздушная армия            | 229-я истребительная авиационная дивизия     | Ла-7                                              |
| 01.10.1952 г. | Белорусский военный округ                             | 26-я воздушная армия            | 229-я истребительная авиационная дивизия     | Кобрин, МиГ-15                                    |
| 01.10.1953 г. | Белорусский военный округ                             | 26-я воздушная армия            | 229-я истребительная авиационная дивизия     | Кобрин, МиГ-17                                    |
| 01.10.1958 г. | Белорусский военный округ                             | 26-я воздушная армия            | 229-я истребительная авиационная дивизия     | Кобрин, МиГ-19                                    |
| 28.05.1961 г. | Белорусский военный округ                             | 26-я воздушная армия            | 95-я истребительная авиационная дивизия      | Щучин, МиГ-19                                     |
| 31.05.1986 г. | Ограниченный контингент советских войск в Афганистане | 40-я армия                      | 34-й смешанный авиационный корпус            | Кандагар, Шинданд, составом 2-й и 3-й аэ, МиГ-23  |
| 24.05.1987 г. | Белорусский военный округ                             | 26-я воздушная армия            | 95-я истребительная авиационная дивизия      | Щучин, МиГ-23, вернулась одна аэ из Афганистана   |
| 21.06.1988 г. | Белорусский военный округ                             | 26-я воздушная армия            | 95-я истребительная авиационная дивизия      | Щучин, МиГ-23, вернулась вторая аэ из Афганистана |
| 01.07.1989 г. | Белорусский военный округ                             | 26-я воздушная армия            | 95-я истребительная авиационная дивизия      | Щучин, МиГ-23МЛ, МЛД                              |

## Участие в сражениях и битвах
| Ла-7 | Ла-5 | ЛаГГ-3 |

Командир полка В.А. Князев

Великая Отечественная война (1942—1945):
- - Северо-Кавказская операция — с 25 июля 1942 года по 4 февраля 1943 года.
  - Армавиро-Майкопская операция — с 6 августа 1942 года по 17 августа 1942 года.
  - Моздок-Малгобекская операция — с 1 сентября 1942 года по 28 сентября 1942 года.
  - Нальчикско-Орджоникидзевская операция — с 25 октября 1942 года по 12 ноября 1942 года.
  - Ростовская операция — с 1 января 1943 года по 18 февраля 1943 года.
  - Краснодарская операция — с 9 февраля 1943 года по 16 марта 1943 года.
  - Воздушные сражения на Кубани — с апреля 1943 года по июль 1943 года
  - Новороссийская операция — с 9 сентября 1943 года по 16 сентября 1943 года.
  - Керченско-Эльтигенская десантная операция — с 31 октября 1943 года по 11 декабря 1943 года.
  - Белорусская операция[5] — с 23 июня 1944 года по 29 августа 1944 года.
  - Могилёвская операция[5] — с 23 июня 1944 года по 28 июня 1944 года.
  - Минская операция[5] — с 29 июня 1944 года по 4 июля 1944 года
  - Белостокская операция[5] — с 5 июля 1944 года по 27 июля 1944 года.
  - Осовецкая наступательная операция[5] — с 6 августа 1944 года по 14 августа 1944 года.
  - Восточно-Прусская операция[5] — с 13 января 1945 года по 25 апреля 1945 года.
  - Млавско-Эльбингская операция — с 14 января 1945 года по 26 января 1945 года

Боевые действия в Республике Афганистан в 1986—1988 гг.

## Первая победа полка в воздушном бою
Первая известная воздушная победа полка в Отечественной войне одержана 27 сентября 1942 года: пара самолётов ЛаГГ-3 (ведущий — младший лейтенант Бойко И. М.) в воздушном бою в районе восточнее посёлка Малгобек сбил тяжёлый немецкий истребитель Ме-110.

## Почётные наименования
979-му Краснознамённому истребительному авиационному полку 5 июля 1944 года за отличие в боях за овладение городом Волковыск приказом ВГК присвоено почётное наименование «Волковысский».

## Награды
| МиГ-19 | МиГ-15 | МиГ-17 |

- 979-й истребительный авиационный полк за образцовое выполнение заданий командования на фронте борьбы с немецкими захватчиками и проявленные при этом доблесть и мужество Указом Президиума Верховного Совета СССР от 7 августа 1943 года награждён орденом Красного Знамени[7].
- 979-й Волковысский Краснознамённый истребительный авиационный полк за образцовое выполнение боевых заданий командования в боях с немецкими захватчиками при овладении городами Штеттин, Гартц, Пенкув, Козелов, Шведт и проявленные при этом доблесть и мужество Указом Президиума Верховного Совета СССР от 4 июня 1945 года награждён орденом «Суворова III степени».

## Благодарности Верховного Главнокомандования
За проявленные образцы мужества и героизма Верховным Главнокомандующим лётчикам полка в составе 230-й шад объявлены благодарности:
- За отличие в боях при завершении разгроме таманской группировки противника, ликвидации оперативно важного плацдарма немцев на Кубани, обеспечивавшего им оборону Крыма и возможность наступательных действий в сторону Кавказа, за отличие в боях за освобождение Таманского полуострова[8].
- За отличие в боях при овладении штурмом крепостью и важнейшей военно-морской базой на Чёрном море городом Севастополь[9].

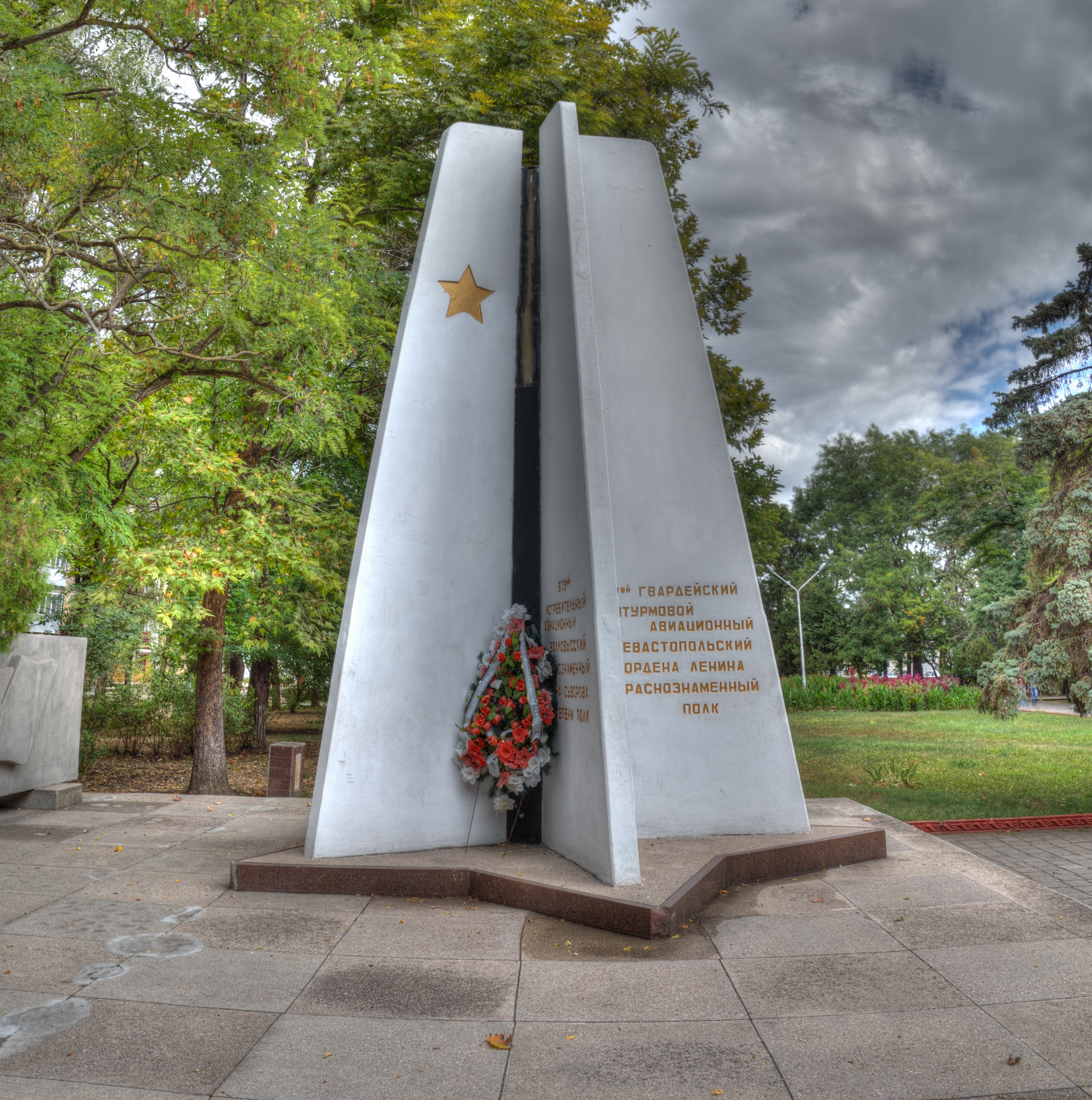
Памятник лётчика полка и других полков дивизии, погибшим при освобождении Тамани и Крым в Керчи. Установлен в Керчи.

За проявленные образцы мужества и героизма Верховным Главнокомандующим лётчикам полка в составе 229-й иад объявлены благодарности:
- За отличие в боях при овладении штурмом овладели крупным областным центром Белоруссии городом Могилёв — оперативно важным узлом обороны немцев на минском направлении, а также овладении с боями городов Шклов и Быхов[10].
- За отличие в боях при овладении городом и крупным железнодорожным узлом Волковыск — важным опорным пунктом обороны немцев, прикрывающим пути на Белосток[11].
- За отличие в боях при овладении городом и крупным промышленным центром Белосток — важным железнодорожным узлом и мощным укрепленным районом обороны немцев, прикрывающим пути к Варшаве[12].
- За овладение штурмом городом и крепостью Осовец — мощным укрепленным районом обороны немцев на [c.212] реке Бобр, прикрывающим подступы к границам Восточной Пруссия[13].
- За отличие в боях при овладении городом и крепостью Ломжа — важным опорным пунктом обороны немцев на реке Нарев[14].
- За отличие в боях при овладении городом Пшасныш (Прасныш), городом и крепостью Модлин (Новогеоргиевск) — важными узлами коммуникаций и опорными пунктами обороны немцев, а также при занятии с боями более 1000 других населенных пунктов[15].
- За отличие в боях при овладении городами Млава и Дзялдов (Зольдау) — важными узлами коммуникаций и опорными пунктами обороны немцев на подступах к южной границе Восточной Пруссии и городом Плоньск — крупным узлом коммуникаций и опорным пунктом обороны немцев на правом берегу Вислы[16].
- За отличие в боях при овладении городом Алленштайн — важным узлом железных и шоссейных дорог я сильно укрепленным опорным пунктом немцев, прикрывающим с юга центральные районы Восточной Пруссии[17].
- За отличие в боях при овладении городом и крепостью Грудзёндз (Грауденц) — мощным узлом обороны немцев на нижнем течении реки Висла[18].
- За отличие в боях при овладении городами Гнев (Меве) и Старогард (Прейсиш Старгард) — важными опорными пунктами обороны немцев на подступах к Данцигу[19].
- За отличие в боях при овладении важными опорными пунктами обороны немцев на подступах к Данцигу и Гдыне — городами Тчев (Диршау), Вейхерово (Нойштадт) и выходе на побережье Данцигской бухты севернее Гдыни, занятии города Пуцк (Путциг)[20].
- За отличие в боях при овладении городом и крепостью Гданьск (Данциг) — важнейшим портом и первоклассной военно-морской базой немцев на Балтийском море[21].
- За отличие в боях при овладении главным городом Померании и крупным морским портом Штеттин, а также занятии городов Гартц, Пенкун, Казеков, Шведт[22].
- За отличие в боях при овладении городами Пренцлау и Ангермюнде — важными опорными пунктами обороны немцев в Западной Померании[23].
- За отличие в боях при овладении городами Эггезин, Торгелов, Пазевальк, Штрасбург, Темплин- важными опорными пунктами обороны немцев в Западной Померании[24].
- За отличие в боях при овладении городами Грайфсвальд, Трептов, Нойштрелитц, Фюрстенберг, Гранзее — важными узлами дорог в северо-западной части Померании и в Мекленбурге[25].
- За отличие в боях при овладении городами Штральзунд, Гриммен, Деммин, Мальхин, Варен, Везенберг — важными узлами дорог и сильными опорными пунктами обороны немцев[26].
- За отличие в боях при овладении городами Барт, Бад-Доберан, Нойбуков, Барин, Виттенберге и соединении 3 мая с союзными английскими войсками на линии Висмар, Виттенберге[27].
- За отличие в боях при овладении портом и военно-морской базой Свинемюнде — крупным портом и военно-морской базой немцев на Балтийском море[28].
- За отличие в боях при форсировании пролива Штральзундерфарвассер и овладении островом Рюген[29].

## Отличившиеся воины
- Истрашкин Владимир Иванович, майор, помощник по воздушно-стрелковой службе командира 979-го истребительного авиационного полка 229-й истребительной авиационной дивизии 4-й воздушной армии 26 октября 1944 года удостоен звания Герой Советского Союза. Золотая Звезда № 4843.
- Рубцов Иван Фёдорович, полковник в отставке, бывший командир эскадрильи 979-го истребительного авиационного полка 229-й истребительной авиационной дивизии 4-й воздушной армии 11 сентября 1998 года удостоен звания Герой России. Медаль № 465.
- Федоренко Василий Иванович, капитан, штурман 979-го истребительного авиационного полка 230-й штурмовой авиационной дивизии 4-й воздушной армии Указом Президиума Верховного Совета СССР 24 мая 1943 года удостоен звания Герой Советского Союза. Золотая Звезда № 995.

## Статистика боевых действий
Всего за годы Великой Отечественной войны полком:
| Выполнено боевых вылетов | Проведено воздушных боёв | Сбито самолётов в воздухе |
| ------------------------ | ------------------------ | ------------------------- |
| 8501                     | 1353                     | 141                       |

Свои потери:
| Потеряно лётчиков всего | Из них: погибло в воздушных боях | Из них: не вернулось с боевого задания |
| ----------------------- | -------------------------------- | -------------------------------------- |
| 18                      | 10                               | 8                                      |

Боевые действия в Афганистане:
- 16 апреля 1987 года — МиГ-23МЛД. Сбит, летчик — полковник Леонид Петрович Фурса, катапультировался[30]
- 18 апреля 1988 года — МиГ-23МЛД. Столкнулся с землёй в районе Кандагара при заходе на посадку; по официальной версии, сбит ПЗРК[31]. Летчик — старший лейтенант Кругляков Павел Николаевич, погиб[32]
- 21 февраля 1988 года при обстреле аэродрома моджахедами из стрелкового оружия погиб начальник группы РЭО эскадрильи капитан Блохин.

## Самолёты на вооружении
| Период      | Самолёты      |
| ----------- | ------------- |
| 1942 — 1943 | ЛаГГ-3        |
| 1944 — 1945 | Ла-5          |
| 1945 — 1950 | Ла-7          |
| 1950 — 1953 | МиГ-15        |
| 1953 — 1959 | МиГ-17        |
| 1958 — 1976 | МиГ-19        |
| 1974 — 1978 | МиГ-23        |
| 1977 — 1988 | МиГ-23МЛ, МЛД |

| МиГ-23 | МиГ-23 | МиГ-23МЛ |

## Происшествия
- 1 сентября 1978 года авария самолёта МиГ-23МЛ, аэродром Щучин, лётчик старший лейтенант Сидоренко Г. Д. Пожар двигателя из-за отрыва лопатки турбины. Лётчик пытался посадить аварийную машину, но катапультировался при заходе на посадку в районе второго разворота из-за начавшейся неконтролируемой продольной раскачки.
- октябрь 1987 года катастрофа МиГ-23МЛ, аэродром Щучин. Самолёт столкнулся с землёй при атаке наземной цели на полигоне «Ружаны», лётчик майор Пигалицын погиб.

## Базирование
| Период            | Аэродромы          |
| ----------------- | ------------------ |
| 05.1945 — 08.1945 | Анклам, Германия   |
| 08.1945 — 05.1948 | Эльблонг, Польша   |
| 05.1948 — 02.1952 | Бжег, Польша       |
| 10.1952 — 1960    | Кобрин, Белоруссия |
| 1960 — 07.1989    | Щучин, Белоруссия  |

## Память
Лётчика полка, погибшим при освобождении Тамани и Крыма, в Керчи в 1964 году установлен памятник.

## Книги про историю полка
- Андрей Васильчик. 979-й истребительный авиационный Волковысский Краснознамённый ордена Суворова III степени полк. 1942-1989. — 143 с. — ISBN 978-83-62989-96-6.;
- Киенко Д., Редько В., Мирчук В. "Наш Волковысский, Краснознамённый...". — Гродно: Хата, 2012. — 104 с. — 250 экз..